# Llanrwst
Llanrwst (wymowaⓘ) – miasto w północnej Walii, w hrabstwie Conwy (historycznie w Denbighshire), położone na wschodnim brzegu rzeki Conwy, na skraju parku narodowego Snowdonia. W 2011 roku liczyło 3323 mieszkańców.
W 1887 roku miasto odnotowane zostało jako ośrodek garbarstwa, słodownictwa i przemysłu włókienniczego. Liczyło wówczas 3688 mieszkańców.
Znajdują się tu dwie stacje kolejowe – Llanrwst i Llanrwst North, na linii Conwy Valley.